# Csillagszemű Gyermektáncegyüttes
1993-tól beszélhetünk a Csillagszemű Gyermektáncegyüttes létezéséről, amikor is Timár Sándor, koreográfus és művészeti igazgató, és felesége Timár Böske, vezető tanár, megalapították az első, akkor még kisebb létszámmal induló csoportot. Az évek során a hatalmasra duzzadt azoknak a kisgyermekeknek (3 éves kortól lehet jelentkezni) és fiatal táncolni vágyóknak a száma, akik csatlakoztak az együtteshez.
Timár Sándor, aki 1980 és 1996 között a Magyar Állami Népi Együttes koreográfusa volt, 1999-ben jelentette meg Néptáncnyelven című könyvét, melyben kifejtette az úgynevezett „Timár-módszer” alapelveit. A Csillagszemű Gyermektáncegyüttes számos külföldi vendégszereplésen képviseli a magyar kulturális hagyományokat.

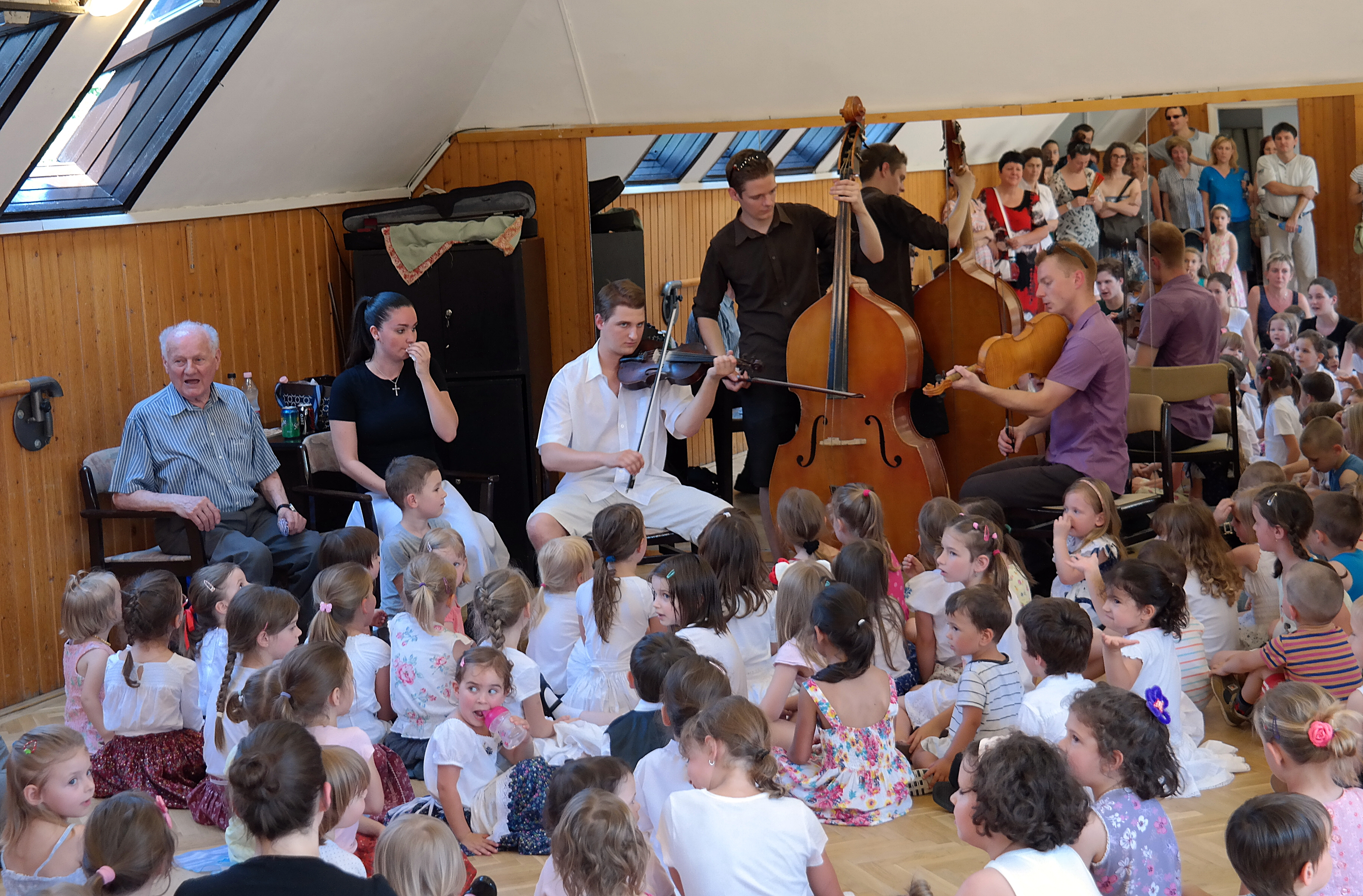
Timár Sándor
a „Csillagszeműek körében”, 2013-ban

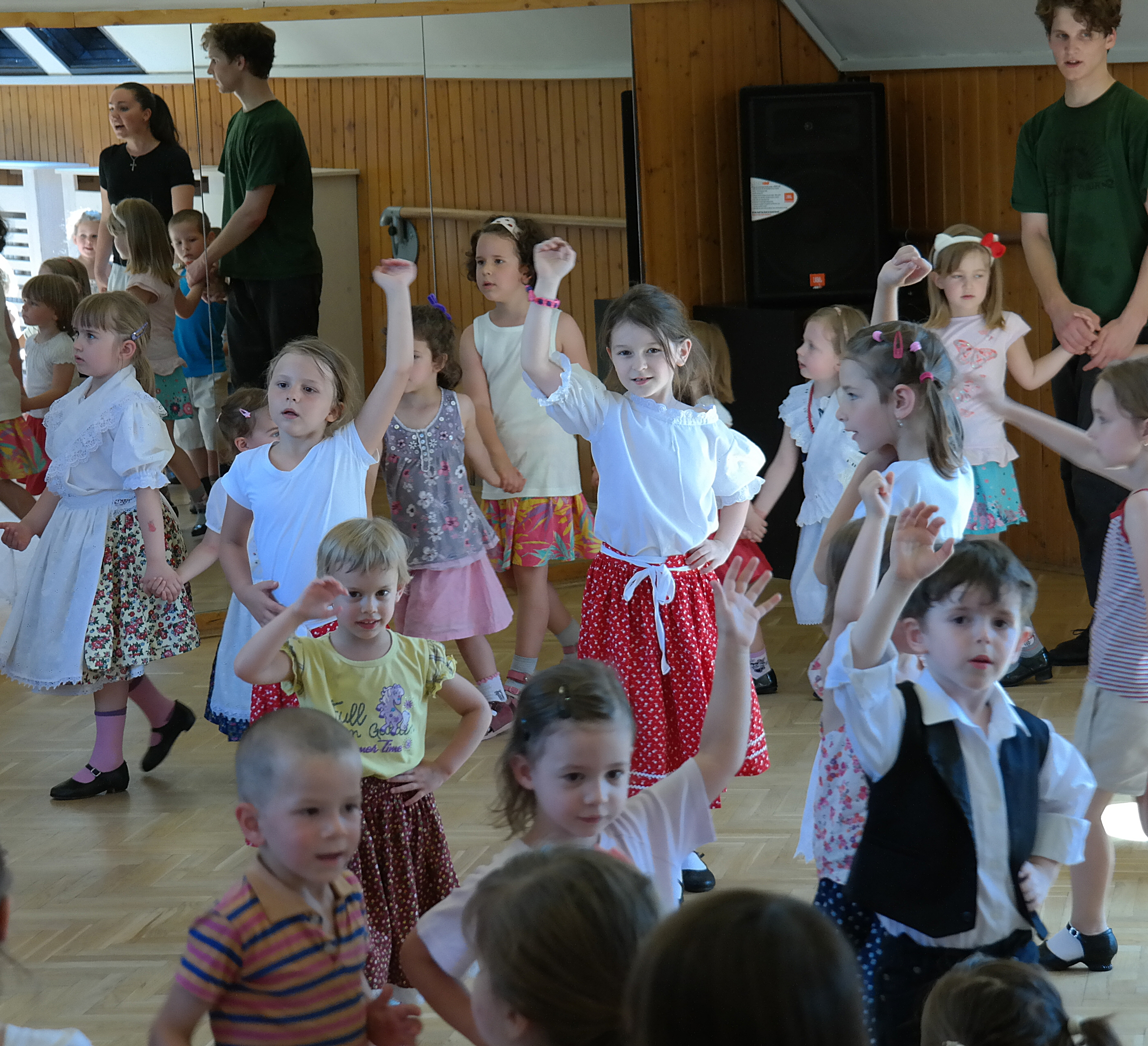
Csillagszeműek – 2013

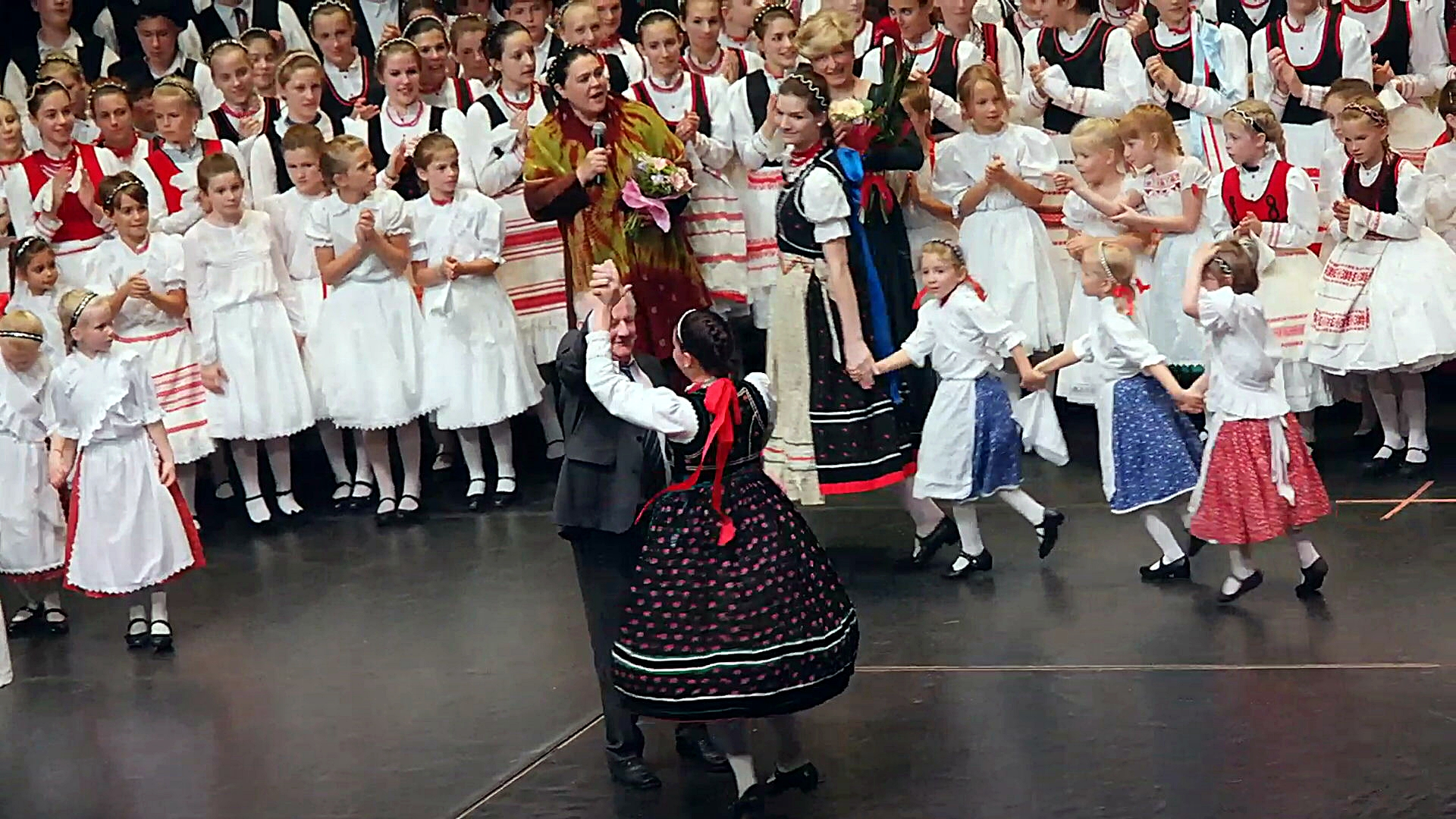
A 2014-ben Kossuth-díjjal kitüntetett művészt,
gálaműsorral köszöntötték Tanítványai

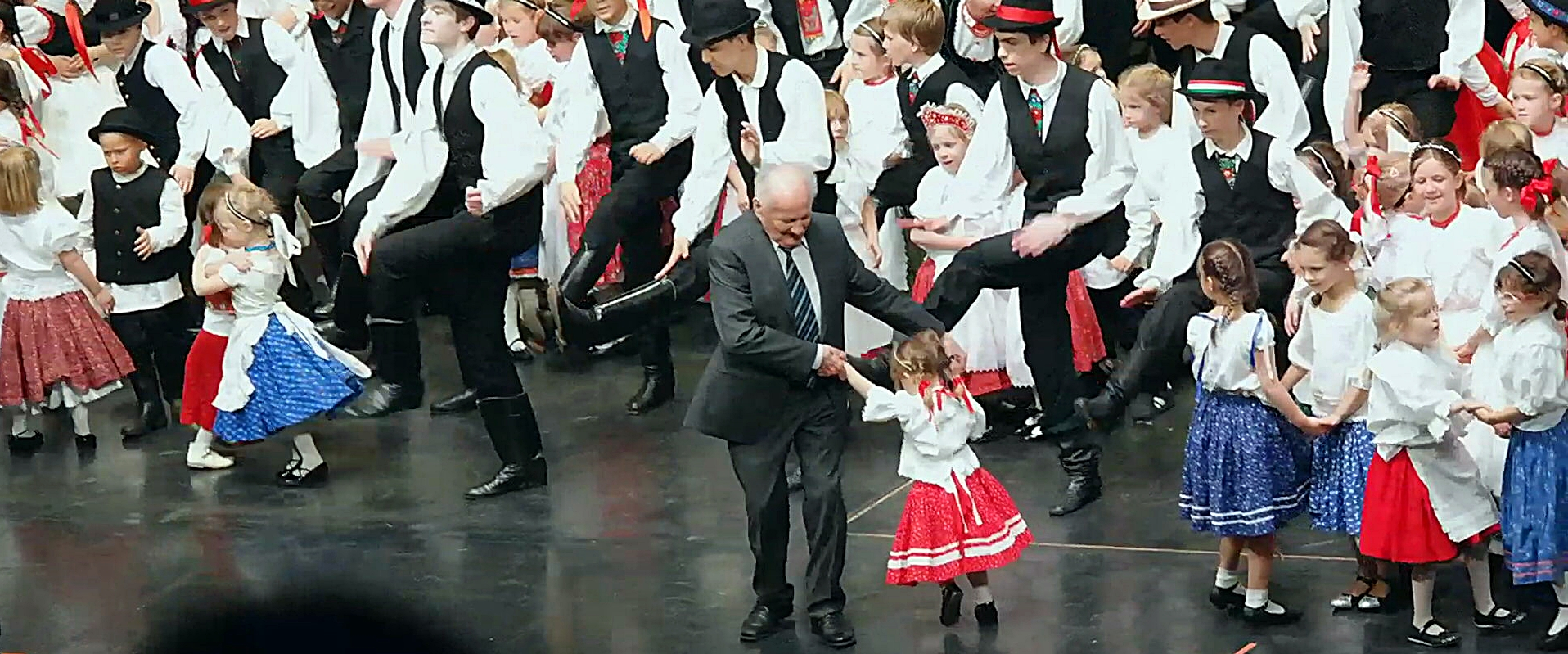

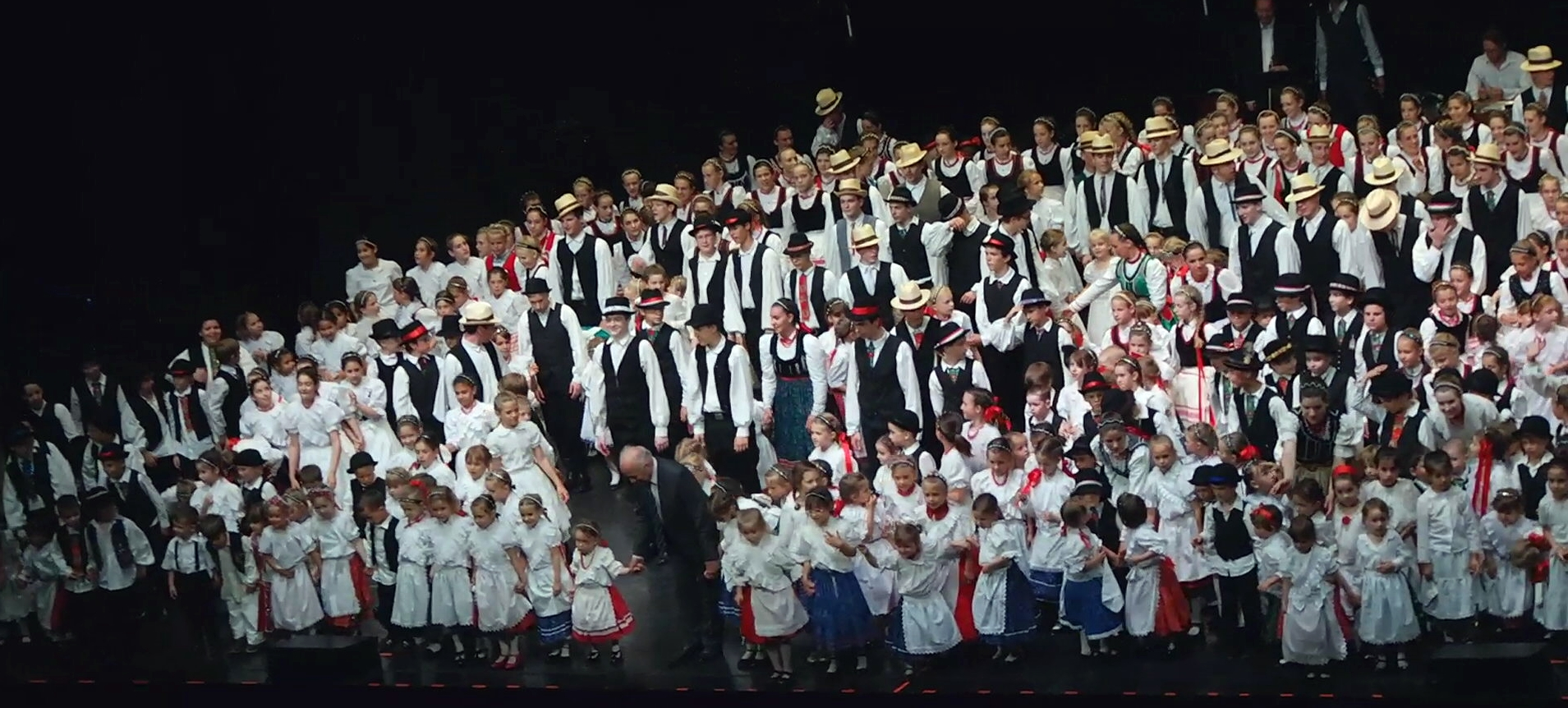

## Az együttes története
A Magyarországon és Európában is egyedülálló együttest Timár Sándor koreográfus és felesége, Böske alapították 1993-ban, ahol azóta 450 gyermeket foglalkoztatnak már 3 éves kortól a Timár-módszer segítségével.
Yehudi Menuhin hegedűművész a következő szavakkal adta át Timár Böskének a Planetáris Tudat Díját 1996 októberében a Kongresszusi Központban:
„Önök csodálatos dolgot művelnek a gyerekekkel. A világ minden táján így kell tanulni a gyerekeknek énekelni és táncolni, ahogy ezt ma este itt láttam.”
A Csillagszeműek a világ legkülönbözőbb tájain képviselik hazánkat Európa nagyvárosaiban, vagy a tengerentúlon Brazíliától Kínán és Japánon át Új-Zélandig. Nem csoda, hogy Magyarország táncos nagyköveteiként emlegetik őket.
Az együttes rendszeresen fellép a Magyar Táncművészek Sztárgáláján az Operaházban, részt vesznek kiemelkedő táncművészeti eseményeken, fesztiválokon. 2002-ben a japán császári pár előtt léptek fel Esztergomban, majd Japánban a császári palotában. Az ország EU-csatlakozásának alkalmából az Európa Parlamentben prezentálták Magyarországot.
2005-ben Csillagszeműek – Egy világsikerű gyermektáncegyüttes krónikája címmel jelent meg Sütő Péter könyve, amely az együttes és vezetőik történetét mutatja be.
Otthonosan mozognak budapesti és vidéki színpadokon egyaránt, mindenütt hatalmas siker és elismerés kíséri útjukat.

## A Timár-módszer
A Csillagszemű Gyermektáncegyüttes az a táncpedagógiai műhely, amelyben a gyermekek a néptáncot anyanyelvként tanulják.
Az oktatás a Timár-módszer segítségével történik, amely módszer a néptánc világában azt jelenti, amit a Kodály-módszer a zenében.
Ennek lényege, hogy minél több gyermek, minél kisebb korban ismerkedjen meg a még elevenen élő néptánc és népzene hagyománnyal, nemcsak a színpadi megjelenítés által és muzeális értékként, hanem mint megélt tapasztalat épüljön be a mindennapi életünkbe.
Erre az eleven élményre – csodálatos nevelő ereje és közösségteremtő hatása miatt – különösen a felnövekvő nemzedéknek van szüksége.
A gyermekek a próbák és a színpadi szereplések során a néptánc újraszületésének pillanataiban fedezik fel a közösségi lét öröklött rendjét.
Ebben az ősi rendben a tánc-anyanyelv ismerete teszi számukra természetessé az eligazodást.
1999-ben a Püski Kiadó gondozásában jelent meg Timár Sándor Néptáncnyelven című könyve, amely a Timár-módszer alkalmazását mutatja be a gyermekek játék- és tánctanítására.

## Timár Sándor
1930. október 2-án született Szolnokon.
Molnár István tanítványaként a SZOT Művészegyüttes, majd a Budapest Táncegyüttes szólistája.
1958-ban megalapítja a Bartók Béla Táncegyüttest, melynek 25 éven át művészeti vezetője és koreográfusa. A 70-es évek táncházmozgalmának elindítója és legendás hírű tánctanítója.
Hosszú időn keresztül az Állami Balettintézet néptánc tagozatának vezetője.
1980-tól 16 éven át a Magyar Állami Népi Együttes művészeti igazgatója és koreográfusa.
1993-ban Timár Böskével létrehozzák saját társulataikat, a Csillagszemű Gyermektáncegyüttest és a Timár Kamara Táncegyüttest.
„Alapvető emberi jog, hogy minden gyermek megtanulhassa édesanyja beszédnyelvét. Ugyanez a jog a játék és a tánc esetében is meg kell illesse gyermekeinket.” (Timár Sándor)
Jelenleg a Csillagszemű Táncegyüttes művészeti igazgatója és koreográfusa. Magyar Örökség díjas, állami díjas, érdemes művész.
Több ezer tanítványa és követője van Magyarországon, Európában, Japánban, Amerikában, Brazíliában és Hongkong-ban. Legjelentősebb külföldi műhelye Japán, ahol 28 éve rendszeresen – mostanáig 48 alkalommal – vezet kurzusokat.

## Kapcsolódó szócikk
- Magyar néptánc